# TV3 Direkt
TV3 Direkt var ett nyhetsprogram på TV3 med tabloidanslag (kvällstidning på TV) som ersatte 3 Minuter. Det inledde sina sändningar i mars 1995 och upphörde 2003. TV3 Direkt sände nyheter tre gånger per kväll sju dagar i veckan. Nyhetsankare var bland andra Fredrik Birging och Anne Appelberg. Profilerade reportrar var Christer Flythström, Henrik Alsterdal och Hanna Brodda.
TV3 Direkt ersattes av Metro och Update. 
Väder presenterades ofta av Linda Lindorff och Åsa Fröberg.
Med ett snabbt och direkt tilltal till tittaren spred programmet trender och arbetsmetoder inom övriga nyhetsprogram i Sverige. Programmet var det första med enmansteam där reportern också var fotograf. TV3 Direkt var den första tv-stationen i Sverige som var helt digitaliserad. Programmet hade tidigt också en starkt grafisk prägel.
Utvecklingen av TV3 Direkt ledde till ett mer varierat produktionssätt hos flera kanaler, inte bara i Sverige utan också i Danmark, Finland och Norge.
Begreppet "Gubber i rutan" upphörde. Med det menades en person som bara tittar rakt in i kameran, med tillhörande bild i bakgrunden.
Mätningar visade att antalet tittare var 200 000 - 300 000, största andelen i åldrarna 25 - 39 år.
Under en period svarade Kanal 5, dåvarande Femman, med ett eget motsvarande nyhetsprogram som gick under namnet "5 i" och som sändes fem minuter före varje heltimme. "5 i" blev till skillnad från TV3 Direkt aldrig särskilt långlivat.
TV3 Direkt blev också en symbol för den ökande sensationaliseringen av medierna, och satiriserades därför av bland annat bandet Doktor Kosmos, tecknaren Jan Berglin och humorprogrammet Hipp Hipp!.